# Campomanesia xanthocarpa
Campomanesia xanthocarpa là một loài thực vật có hoa trong Họ Đào kim nương. Loài này được (Mart.) O.Berg mô tả khoa học đầu tiên năm 1857.